# ورزشگاه یوهان کرایف آرنا
ورزشگاه یوهان کرایف آرنا (به هلندی: Johan Cruyff Arena) ورزشگاهی در آمستردام، هلند و ورزشگاه خانگی باشگاه فوتبال آژاکس است.
این ورزشگاه که در سال ۱۹۹۳ میلادی شروع به ساخت شده، در سال ۱۹۹۶ میلادی به بهره‌برداری رسیده و ظرفیت آن ۵۳٬۰۵۲ نفر است.
یوهان کرایف آرنا میزبان جام ملت‌های اروپا ۲۰۰۰، فینال لیگ قهرمانان اروپا ۱۹۹۸ و فینال لیگ اروپا ۲۰۱۳ بوده‌است.

## نگارخانه

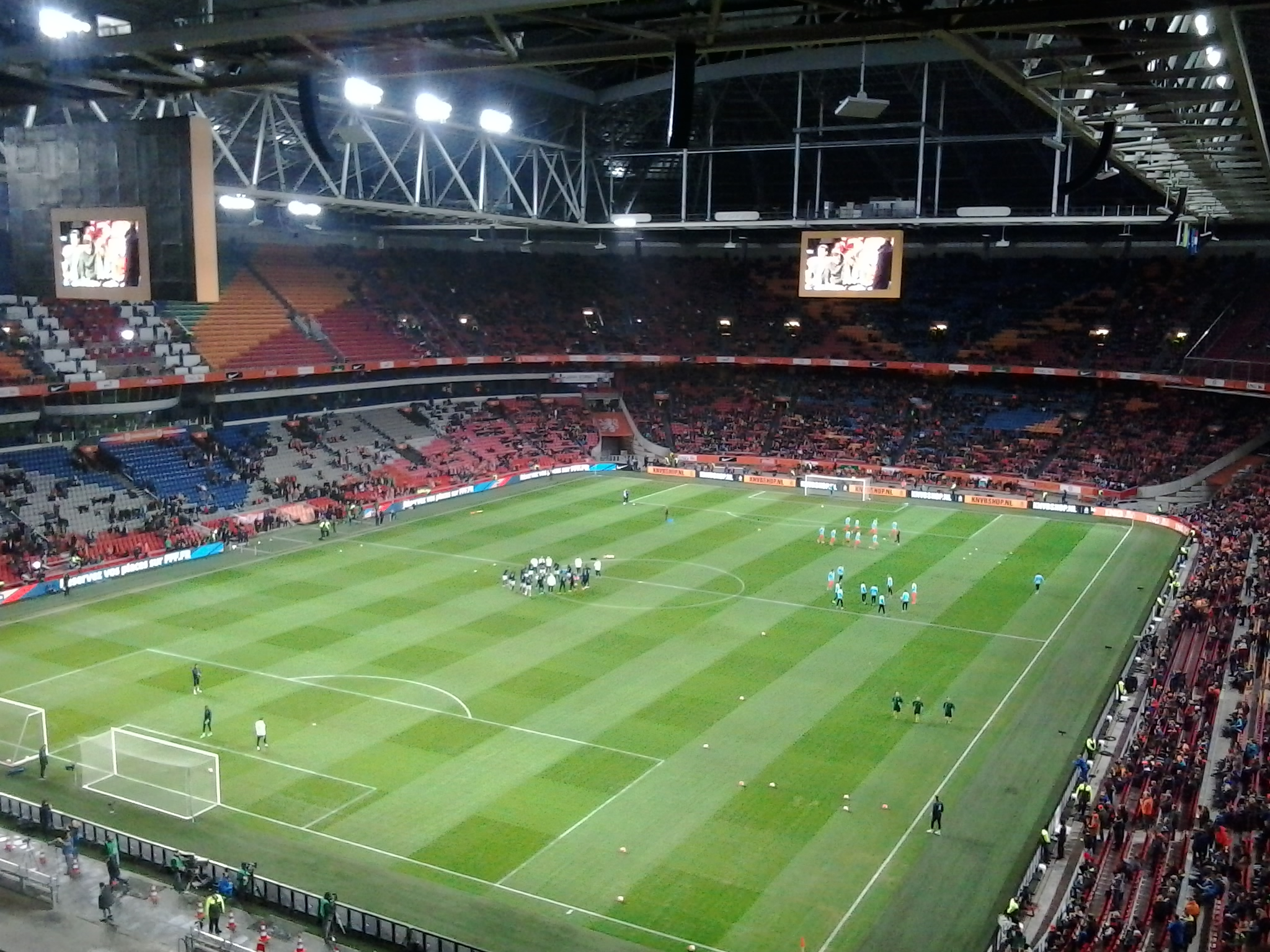
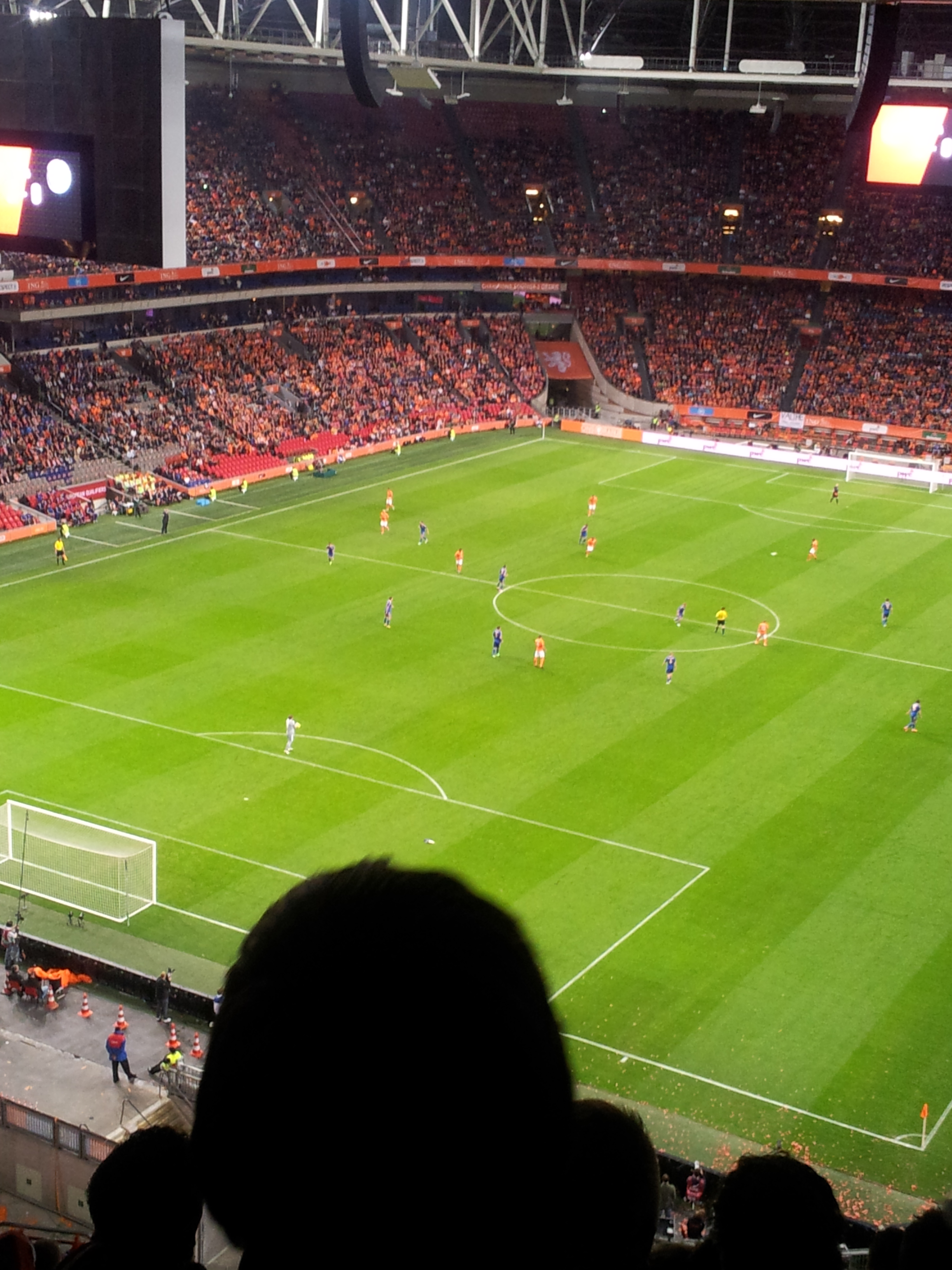
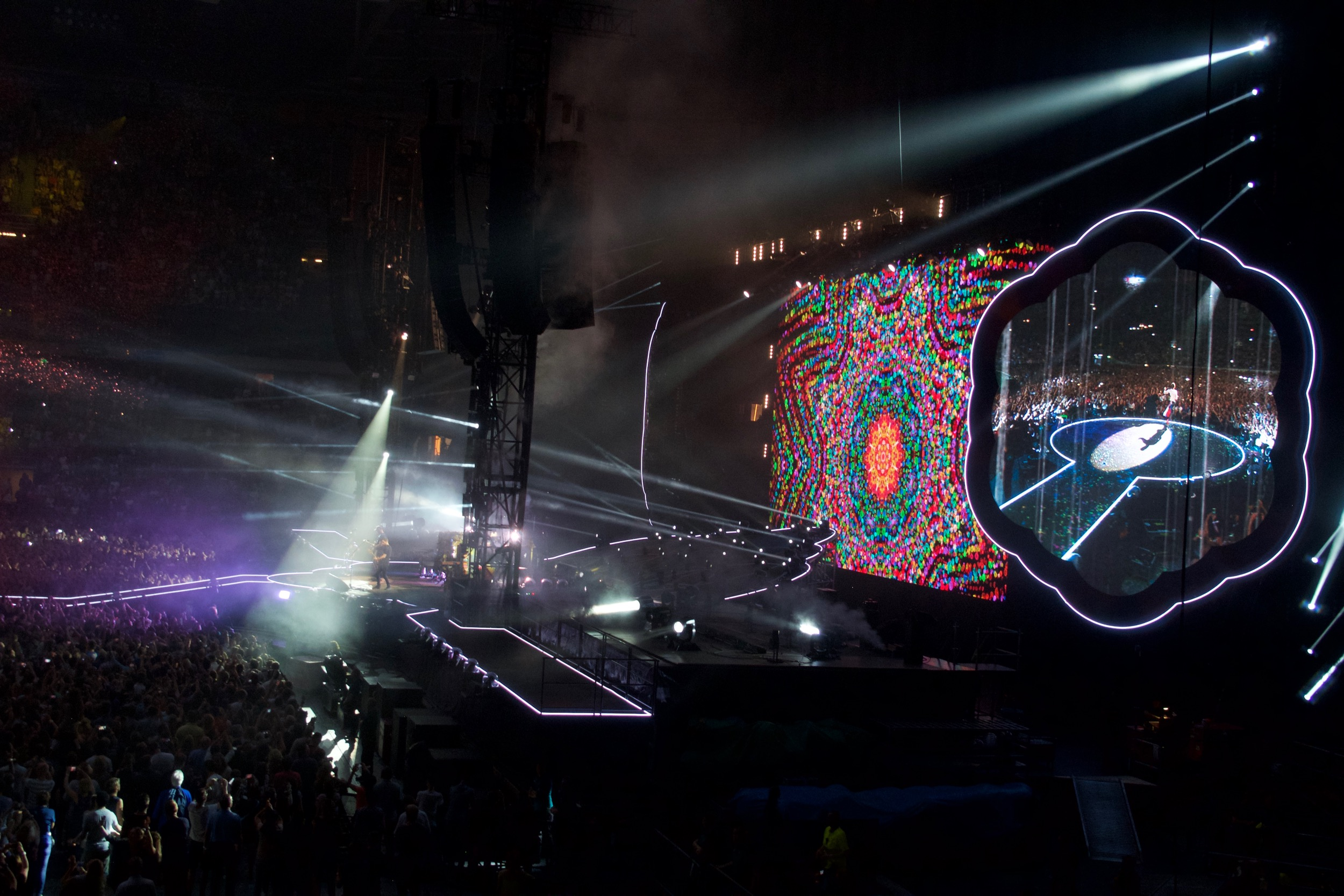
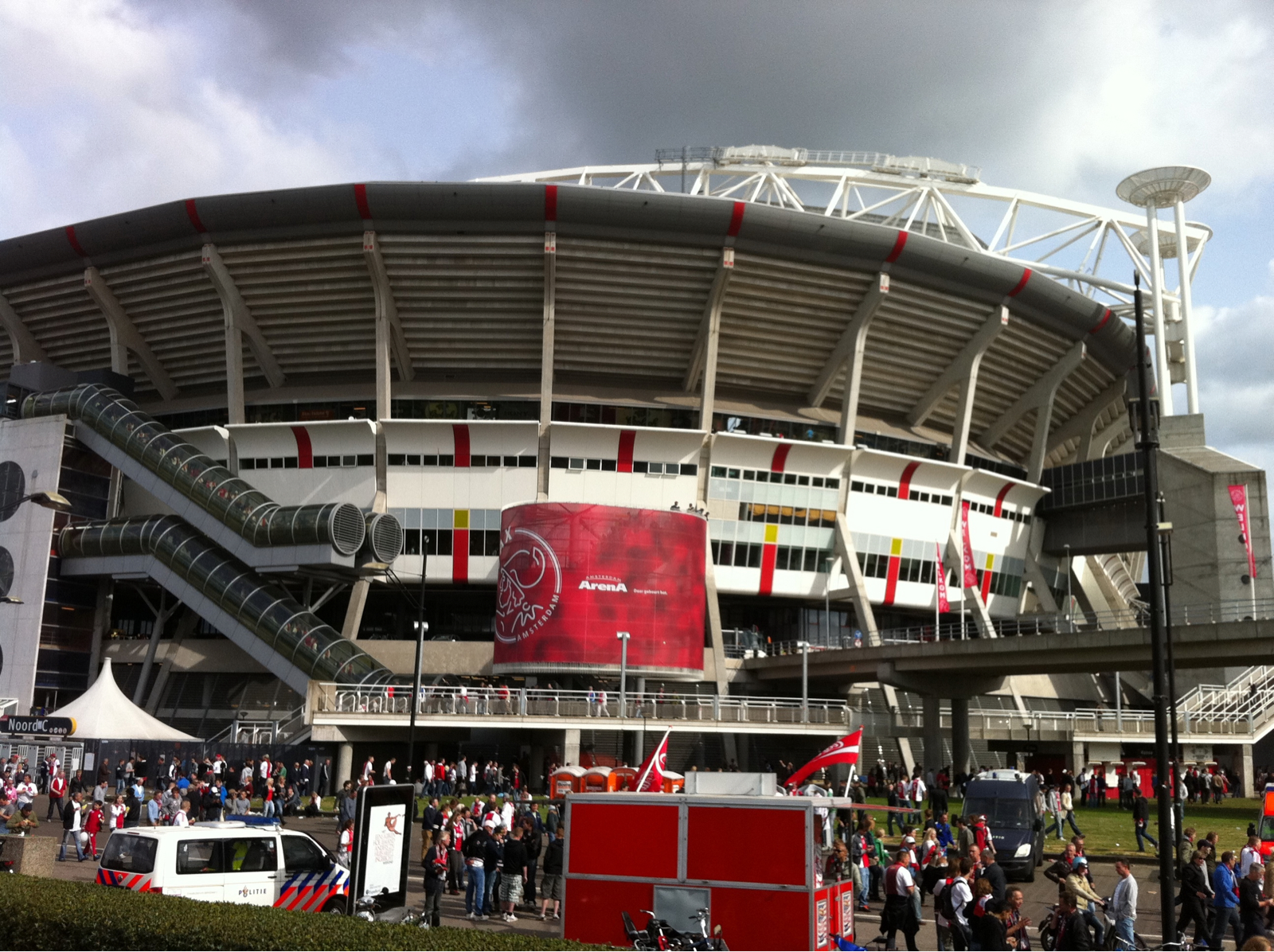
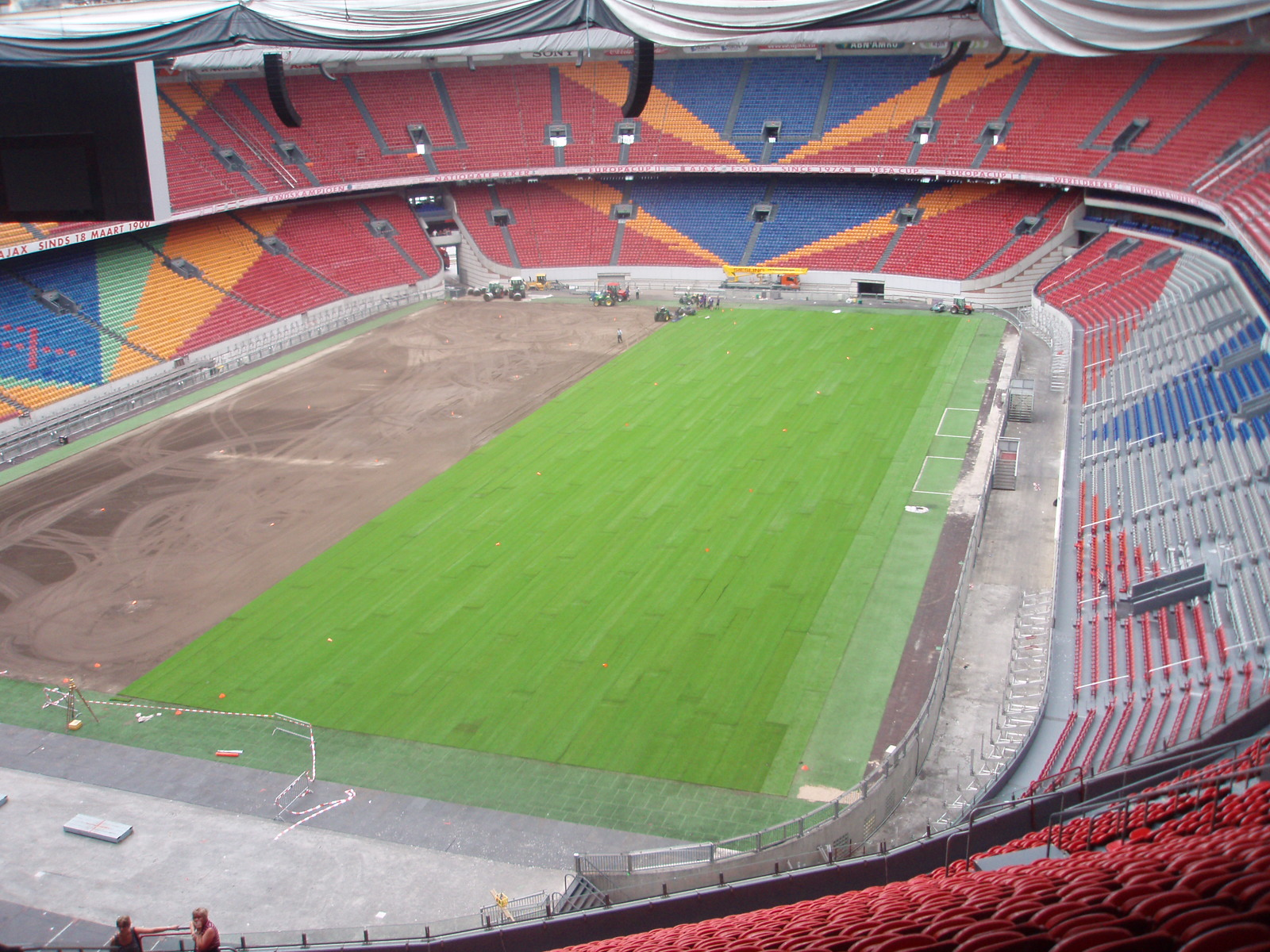

## مسابقات جام ملت‌های اروپا ۲۰۰۰
| تاریخ        |         | نتیجه |         | مرحله          |
| ------------ | ------- | ----- | ------- | -------------- |
| ۱۱ ژوئن ۲۰۰۰ | هلند    | ۱–۰   | چک      | گروه D         |
| ۱۸ ژوئن ۲۰۰۰ | اسلوونی | ۱–۲   | اسپانیا | گروه C         |
| ۲۱ ژوئن ۲۰۰۰ | فرانسه  | ۲–۳   | هلند    | گروه D         |
| ۲۴ ژوئن ۲۰۰۰ | ترکیه   | ۰–۲   | پرتغال  | یک چهارم نهایی |
| ۲۹ ژوئن ۲۰۰۰ | هلند    | ۰–۰   | ایتالیا | نیمه نهایی     |